# کتی مک‌کورمک
کتی مک‌کورمک (انگلیسی: Kathy McCormack؛ زادهٔ ۱۶ فوریهٔ ۱۹۷۴) بازیکن هاکی روی یخ اهل کانادا است.